# Porzecze (Bobrowniki)
Porzecze – część wsi Bobrowniki w Polsce, położona w woj. łódzkim, w pow. sieradzkim, w gminie Sieradz.
W latach 1975–1998 Porzecze należało administracyjnie do województwa sieradzkiego.